# Semitono
Il semitono è l'intervallo musicale più piccolo tra due suoni, quando si fa riferimento al moderno sistema musicale occidentale (tonale), basato sull'utilizzo del temperamento equabile. Corrisponde esattamente alla metà di un tono.
In realtà tutti i musicisti che hanno a che fare con strumenti a corda senza tasti (denominati comunemente fretless), con strumenti a fiato come il trombone e con la voce hanno familiarità anche con frazioni di semitono che possono essere definite in vari modi come comma o cent o quarti di tono.
I semitoni possono essere cromatici (l'intervallo che passa fra due suoni consecutivi dello stesso nome di cui uno alterato, ad esempio Re e Re♯), oppure diatonici (l'intervallo che passa fra due suoni consecutivi di nome diverso, come per esempio Do e Re♭).
Nel temperamento equabile (quello correntemente utilizzato nella musica occidentale), ma non per esempio nel temperamento pitagorico, due semitoni costituiscono un tono e non vi è distinzione tra semitono cromatico e semitono diatonico; quindi per esempio Do♯ e Re♭ sono omofoni. In questo sistema un semitono si può definire semplicemente come un intervallo di 100 cent e un'ottava si compone di 12 semitoni:
1. Do (Si♯) - Do♯ (Re♭)
2. Do♯ (Re♭) - Re
3. Re - Re♯ (Mi♭)
4. Re♯ (Mi♭) - Mi (Fa♭)
5. Mi (Fa♭) - Fa (Mi♯)
6. Fa (Mi♯) - Fa♯ (Sol♭)
7. Fa♯ (Sol♭) - Sol
8. Sol - Sol♯ (La♭)
9. Sol♯ (La♭) - La
10. La - La♯ (Si♭)
11. La♯ (Si♭) - Si (Do♭)
12. Si (Do♭) - Do (Si♯)

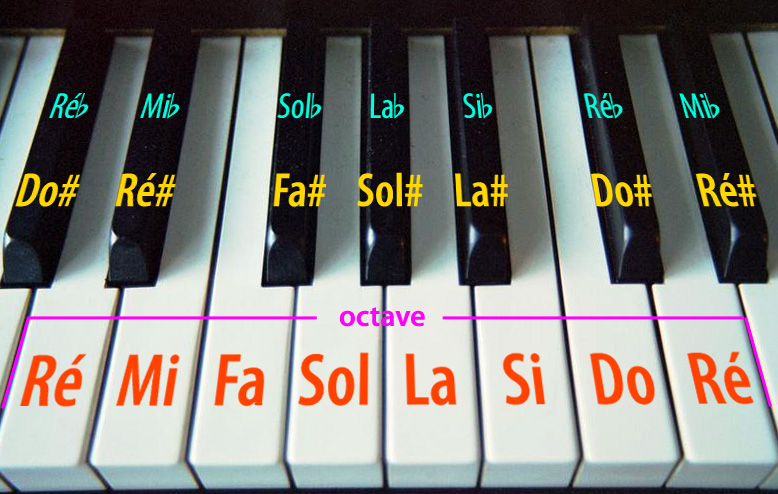
Un'ottava composta da 12 semitoni

Per visualizzare questo intervallo basta considerare che un'ottava, sulla tastiera del pianoforte, è composta da 8 tasti bianchi inframmezzati da 5 tasti neri. Sugli strumenti a corda con capotasto, come la chitarra o il basso, la progressione per semitoni è ancora più evidente: ogni spostamento del dito su un tasto adiacente all'altro equivale a suonare un intervallo di un semitono.
Nonostante ciò, è di uso comune fra alcuni musicisti il cui strumento non pone limiti di accordatura considerare i semitoni cromatici composti da 5 commi e quelli diatonici da 4, suddividendo quindi l'ottava in 54 commi. In realtà questa divisione non ha alcuna base teorica ed è il risultato di un atteggiamento divulgativo di alcuni studiosi che, per facilitare l'apprendimento delle teorie sull'accordatura, favorirono questa approssimazione.
Essendo l'ottava un raddoppio di frequenza composto da 12 semitoni, il rapporto delle frequenze di due note musicali che distano un semitono una dall'altra è uguale alla radice dodicesima di 2, ossia pari a circa 1,059463.